# Alconeura languida
Alconeura languida är en insektsart som beskrevs av Griffith 1938. Alconeura languida ingår i släktet Alconeura och familjen dvärgstritar. Inga underarter finns listade i Catalogue of Life.